# Damad II İbrahim Bey
Damad II İbrahim Bey també Tadj al-Din Ibrahim Bey fou emir o bei de la dinastia dels karamànides. Era fill de Sultanzâde Nâsıreddin II Mehmed Bey. Va combatre en favor del seu pare contra el seu oncle Alâeddin Ali Bey, mentre Mehmed era presoner a Egipte (1419-1421), i el va tornar a enfrontar a la mort del pare el 1423; el 1424 va aconseguir expulsar a l'oncle i va assolir tot el poder (l'oncle va conservar Nigbe fins a la seva mort).
Murat II, el sultà otomà i cunyat d'Ibrahim, planejava donar el principat a Isa, germà d'Ibrahim, que estava al servei dels otomans, però una guerra entre els dos estats en 1426/1427 no fou gaire favorable a Murat II. Poc després Ibrahim, d'acord amb serbis i hongaresos, es va apoderar d'Egridir i Isparta (1433) però va haver de demanar la pau a Murat II que avançava contra ell. Finalment Murat II va decidir signar la pau (1435) amb la condició que els antics territoris dels Hamitoğullari, objecte de disputa, romandrien sota sobirania otomana. Mentre el mateix 1435, Ibrahim, amb ajut mameluc (el sultà Barsbay), havia aconseguit una gran victòria sobre l'emir de Dhu l-Kadr, Nasir al-Din Muhammad, i havia recuperat Kara Hisar (Afyonkara Hisar), Develi, Uç Hisar, Ürgüb i Kayseri.
El 1442, durant la guerra entre hongaresos i otomans, Ibrahim va enviar un contingent manat pel seu gendre Turghut Oghlu Hasan Beg, que va saquejar Ankara, Beg Pazari, Kütahya, Kara Hisar (Afryonkara Hisar), Bolwadin i Hamid-Ili. La revenja otomana fou terrible però Murat II, en veure que els hongaresos violaven el tractat de Szegedin, va acceptar les propostes de pau d'Ibrahim; no obstant el tractat imposat era molt dur i Karaman va quedar reduït a la condició d'estat vassall dels otomans. En endavant la política exterior de Karaman va estar lligada a l'Imperi Otomà i la interior fou de pau general.
El 1448 va conquerir Coricos als xipriotes i va fer concessions comercials als venecians a la ciutat i a la resta de les seves possessions. Com que detestava als seus fills Pir Ahmad i Ala al-Din per ser nascuts d'una princesa otomana (la filla de Mehmet I Çelebi) va designar hereu a un fill nascut d'un altra dona, Ishak Beg.
El 1464 es va posar malalt i el seu fill Pir Ahmad va aprofitar el moment per ocupar el poder a Konya. Ibrahim va fugir amb Ishak cap a la fortalesa de Geveli, però va morir abans d'arribar; fou enterrat a Laranda on s'havia fet construir una tomba.
Fou un sobirà actiu i valent, que va deixar notables construccions entre les quals un imaret a Laranda, mesquites, madrasses, ponts, edificis públics i xarxes de clavegueres, i va protegir a artistes i savis. El seu caràcter era no obstant violent i va fer executar a un bon nombre dels seus visirs. Quan va morir tenia almenys un germà viu (Karaman que va morir el 1471/1472) i dos dels que es desconeix la data de la mort (Ali i Isa), i va deixar almenys 8 fills i diverses filles: Ishak (declarat hereu), Mehmed, Kasim (després emir), Karaman, Pir Ahmad, Ala al-Din, Sulayman i Nura Sufi. Una filla estava casada amb Turghut Oghlu Hasan Beg i fou la mare de Turghut Oghlu Mahmud Beg el darrer emir.